# A Hotel Disgrace
A Hotel Disgrace est un film américain réalisé par John Francis Dillon, sorti en 1917.

## Fiche technique
- Titre original : A Hotel Disgrace
- Réalisation : John Francis Dillon
- Photographie : R.W. Walter
- Production : Mack Sennett
- Société de production : Keystone
- Société de distribution : Keystone
- Pays de production :  États-Unis
- Langue originale : anglais
- Format : noir et blanc — 35 mm — 1,37:1 — Film muet
- Genre : Comédie
- Durée : 1 bobine (300 m)
- Date de sortie : 
  - États-Unis : 12 août 1917

## Distribution
- John Francis Dillon
- Blanche Phillips
- Alatia Marton
- Frank Bond
- Lloyd Bacon